# Cobrastyle
Cobrastyle är en låt av Teddybears STHLM, inspelad med dancehallartisten Mad Cobra och utgiven 2004 på albumet Fresh. Den blev som bäst tia på den svenska singellistan.
"Cobrastyle" har bland annat funnits med i den amerikanska filmen Employee of the Month från 2006, i WWE Summerslam 2006, i ett avsnitt av tv-serien Entourage, den spelas också upp ett antal gånger i serien Chuck och i datorspelet FIFA 06.
Robyn har gjort en cover av låten som finns med på hennes album Robyn. Denna version nådde 17:e plats på singellistan i Sverige. Dansbandet Torgny Melins har också gjort en cover på låten som finns med på deras album Dansbander.